# الجرس (قناة)
الجرس محطة فضائية لبنانية مستقلة مقرها لبنان، كانت تمتلكها الإعلامية اللبنانية نضال الأحمدية ولكنها استقالت منها وتعنى هذه المحطة بالشؤون الفنية والثقافية وأخبار الفنانين وفضائحهم الشخصية وتعتمد في أسلوبها نظام تلفزيون الواقع {Real TV} والتواصل مع الجمهور عبر الرسائل القصيرة (sms) التي تظهر على الشاشة.

## تاريخها
منذ انطلاقها أحدثت ضجة وشعبية كبيرة وحتى إعلامييها أصبحوا نجوما ومنهم
ندى فاضل
شادي خليفة
ماغي ننجيان
محمد شعيب
و لكنها شهدت مرحلة تقارب الانحطاط «الانحدار» فقد تراجعت نوعية برامجها وأًصبحت تقتصر على التواصل مع المشاهدين عبر الرسائل الخاصة، وشهدت انطلاقة جديدة بعد تغير الإدارة «أي بعد استقالة الأحمدية».